# Evalyn Knapp
Pour les articles homonymes, voir Knapp.
Evalyn Knapp, de son vrai nom Evelyn Pauline Knapp, est une actrice américaine née le 17 juin 1908 à Kansas City (Kansas) et morte le 12 juin 1981 à Los Angeles (Californie).

## Biographie
Elle commence sa carrière en 1929, et va jouer dans de nombreux films de série B, notamment avec Tim McCoy. En 1932, elle fait partie des WAMPAS Baby Stars, en compagnie de Ginger Rogers.
C'est la sœur d'Orville Knapp, chef d'orchestre réputé de l'époque qui périt dans un accident d'avion en juillet 1936.

## Filmographie
- 1929 :
  - At the Dentist's de Basil Smith
  - Gentlemen of the Evening de George LeMaire
  - Hardboiled Hampton de George LeMaire
  - Big Time Charlie de George LeMaire
  - A Smooth Guy de George LeMaire
  - Haunted; Or, Who Killed The Cat de Philip Tannura
  - His Operation de Bradley Barker
  - The Plumbers Are Coming de George LeMaire
  - Dancing Around de Basil Smith
  - Beach Babies de Bradley Barker
- 1930 :
  - All Stuck Up de George LeMaire
  - Love's Memories de O. A. C. Lund
  - Chills and Fever de Arch B. Heath
  - Wednesday at the Ritz de Philip Tannura
  - Love, Honor and Oh! Baby de George LeMaire
  - Sinners' Holiday de John G. Adolfi
  - River's End de Michael Curtiz
  - Mothers Cry de Hobart Henley
  - A Tight Squeeze de George LeMaire
- 1931 :
  - The Millionnaire de John G. Adolfi
  - Fifty Million Frenchmen de Lloyd Bacon
  - Side Show de Roy Del Ruth
  - Le Beau Joueur (Smart Money) de Alfred E. Green
  - The Bargain de Robert Milton
  - High Pressure de Mervyn LeRoy
- 1932 :
  - Slightly Married de Richard Thorpe
  - The Vanishing Frontier de Phil Rosen
  - Fireman, Save My Child de Lloyd Bacon
  - Big City Blues de Mervyn LeRoy
  - Bachelor Mother de Charles Hutchison
  - L'Étrange Passion de Molly Louvain (The Strange Love of Molly Louvain) de Michael Curtiz
  - This Sporting Age de Andrew W. Bennison
  - Madame Racketeer de Alexander Hall
  - The Night Mayor de Ben Stoloff
  - A Successful Calamity (en) de John G. Adolfi
- 1933 :
  - His Private Secretary de Phil Whitman
  - Police Car 17 (en) de Lambert Hillyer
  - State Trooper de D. Ross Lederman
  - Corruption de Charles E. Roberts
  - Air Hostess (en) d'Albert S. Rogell
  - Dance, Girl, Dance de Frank R. Strayer
  - The Perils of Pauline de Ray Taylor
- 1934 :
  - A Man's Game (en) de D. Ross Lederman
  - In Old Santa Fe de David Howard
  - Speed Wings d'Otto Brower
- 1935 :
  - One Frightened Night de W. Christy Cabanne
  - Confidential de Edward L. Cahn
  - The Fire Trap de Burt Lynwood
  - La Joyeuse Aventure (Ladies Crave Excitement), de Nick Grinde
- 1936 :
  - Laughing Irish Eyes de Joseph Santley
  - Bulldog Edition de Charles Lamont
  - Three of a Kind de Phil Rosen
- 1938 :
  - Rawhide de Ray Taylor
  - Hawaiian Buckaroo de Ray Taylor
  - Wanted by the Police de Howard Bretherton
- 1941 : The Lone Wolf Takes a Chance de Sidney Salkow
- 1943 : Two Weeks to Live de Malcolm St. Clair